# Mannschaftskader der Top 12 2007/08
Die Liste der Mannschaftskader der Top 12 (Frauen) 2007/08 enthält alle Spielerinnen, die in der französischen Top 12 der Frauen 2007/08 (Schach) mindestens eine Partie gespielt haben mit ihren Einzelergebnissen.

## Allgemeines
Insgesamt wurden 52 Spielerinnen eingesetzt, wobei neun Vereine immer die gleichen Spielerinnen aufstellten, während Bois-Colombes als einziger Verein insgesamt sechs Spielerinnen einsetzte. Am erfolgreichsten waren Lela Dschawachischwili (Bischwiller) und Almira Scripcenco (Clichy) mit jeweils 7 Punkten aus 7 Partien, einen halben Punkt weniger erreichten Roza Lallemand (Bischwiller) und Isabelle Bonvalot (Clichy). Von den Spielerinnen, die nur die Vorrunde spielten, war Inna Janowskaja (Clichy) mit 4,5 Punkten aus 5 Partien am erfolgreichsten, 4 Punkte aus 5 Partien erreichte Florence Bianchi (Marseille), 3,5 Punkte aus 5 Partien Emma Richard (Mulhouse). Außer Dschawachischwili und Scripcenco erreichte keine weitere Spielerin 100 %.

## Legende
Die nachstehenden Tabellen enthalten folgende Informationen:
- Nr.: Ranglistennummer
- Titel: FIDE-Titel zu Saisonbeginn (Eloliste vom April 2008); GM = Großmeister, IM = Internationaler Meister, FM = FIDE-Meister, WGM = Großmeister der Frauen, WIM = Internationaler Meister der Frauen, WFM = FIDE-Meister der Frauen, CM = Candidate Master, WCM = Candidate Master der Frauen
- Elo: Elo-Zahl zu Saisonbeginn (Eloliste vom April 2008); bei Spielerinnen ohne Elo-Zahl ist die nationale Wertung eingeklammert angegeben
- Nation: Nationalität gemäß Eloliste vom April 2008; BUL = Bulgarien, FRA = Frankreich, GEO = Georgien, GER = Deutschland, LUX = Luxemburg, UKR = Ukraine
- G: Anzahl Gewinnpartien
- R: Anzahl Remispartien
- V: Anzahl Verlustpartien
- Pkt.: Anzahl der erreichten Punkte
- Partien: Anzahl der gespielten Partien

## Club de Bischwiller
| Nr. | Titel | Name                   | Elo  | Nation | G | R | V | Pkt. | Partien |
| --- | ----- | ---------------------- | ---- | ------ | - | - | - | ---- | ------- |
| 1   | IM    | Lela Dschawachischwili | 2466 | GEO    | 7 | 0 | 0 | 7    | 7       |
| 2   | WGM   | Roza Lallemand         | 2259 | FRA    | 6 | 1 | 0 | 6,5  | 7       |
| 3   |       | Sylvie Genzling        | 1955 | FRA    | 2 | 2 | 3 | 3    | 7       |
| 4   |       | Julie Fischer          | 1671 | FRA    | 3 | 1 | 3 | 3,5  | 7       |

## Club de Vandœuvre-Echecs
| Nr. | Titel | Name               | Elo  | Nation | G | R | V | Pkt. | Partien |
| --- | ----- | ------------------ | ---- | ------ | - | - | - | ---- | ------- |
| 1   | WFM   | Mathilde Congiu    | 2190 | FRA    | 4 | 1 | 2 | 4,5  | 7       |
| 2   | WFM   | Fiona Steil-Antoni | 2125 | LUX    | 3 | 3 | 1 | 4,5  | 7       |
| 3   |       | Rebecca Klipper    | 2061 | FRA    | 1 | 2 | 4 | 2    | 7       |
| 4   |       | Marie Weigel       | 1856 | FRA    | 5 | 1 | 1 | 5,5  | 7       |

## Club de Clichy-Echecs-92
| Nr. | Titel | Name                | Elo  | Nation | G | R | V | Pkt. | Partien |
| --- | ----- | ------------------- | ---- | ------ | - | - | - | ---- | ------- |
| 1   | IM    | Inna Janowska       | 2442 | UKR    | 4 | 1 | 0 | 4,5  | 5       |
| 2   | IM    | Almira Scripcenco   | 2443 | FRA    | 7 | 0 | 0 | 7    | 7       |
| 3   |       | Emilie Marchadour   | 2125 | FRA    | 4 | 1 | 2 | 4,5  | 7       |
| 4   |       | Isabelle Bonvalot   | 1923 | FRA    | 6 | 1 | 0 | 6,5  | 7       |
| 5   | GM    | Antoaneta Stefanowa | 2538 | BUL    | 1 | 0 | 1 | 1    | 2       |

## C.E. de Bois-Colombes
| Nr. | Titel | Name             | Elo    | Nation | G | R | V | Pkt. | Partien |
| --- | ----- | ---------------- | ------ | ------ | - | - | - | ---- | ------- |
| 1   | WIM   | Pauline Guichard | 2274   | FRA    | 1 | 0 | 2 | 1    | 3       |
| 2   | WFM   | Mathilde Choisy  | 2094   | FRA    | 3 | 2 | 2 | 4    | 7       |
| 3   |       | Fanny Gaudron    | 2024   | FRA    | 4 | 2 | 1 | 5    | 7       |
| 4   |       | Sophie Aflalo    | 1959   | FRA    | 5 | 1 | 1 | 5,5  | 7       |
| 5   |       | Karine Granjard  | 1673   | FRA    | 1 | 0 | 1 | 1    | 2       |
| 6   |       | Noémi Joudelat   | (1710) | FRA    | 0 | 2 | 0 | 1    | 2       |

## Club de Marseille Echecs
| Nr. | Titel | Name                     | Elo  | Nation | G | R | V | Pkt. | Partien |
| --- | ----- | ------------------------ | ---- | ------ | - | - | - | ---- | ------- |
| 1   |       | Laurie Delorme           | 2140 | FRA    | 0 | 1 | 4 | 0,5  | 5       |
| 2   | WFM   | Marie-Christine Esposito | 2133 | FRA    | 2 | 2 | 1 | 3    | 5       |
| 3   |       | Julia Laurens            | 2004 | FRA    | 3 | 0 | 2 | 3    | 5       |
| 4   |       | Florence Bianchi         | 1901 | FRA    | 4 | 0 | 1 | 4    | 5       |

## Club de Lutèce Echecs
| Nr. | Titel | Name            | Elo  | Nation | G | R | V | Pkt. | Partien |
| --- | ----- | --------------- | ---- | ------ | - | - | - | ---- | ------- |
| 1   | WFM   | Aurélie Dacalor | 2038 | FRA    | 2 | 1 | 2 | 2,5  | 5       |
| 2   |       | Inna Iasman     | 1902 | FRA    | 3 | 0 | 2 | 3    | 5       |
| 3   |       | Myriam Bounya   | 1876 | FRA    | 2 | 0 | 3 | 2    | 5       |
| 4   |       | Nahid Afrakhteh | 1476 | FRA    | 1 | 0 | 4 | 1    | 5       |

## Club de Mulhouse Philidor
| Nr. | Titel | Name              | Elo    | Nation | G | R | V | Pkt. | Partien |
| --- | ----- | ----------------- | ------ | ------ | - | - | - | ---- | ------- |
| 1   | WIM   | Anna Rudolph      | 2286   | GER    | 1 | 3 | 1 | 2,5  | 5       |
| 2   | WIM   | Anne Muller       | 2165   | FRA    | 2 | 2 | 1 | 3    | 5       |
| 3   |       | Emma Richard      | 1985   | FRA    | 3 | 1 | 1 | 3,5  | 5       |
| 4   |       | Nolwen le Guennec | (1420) | FRA    | 1 | 0 | 4 | 1    | 5       |

## Club de L’Echiquier Naujacais
| Nr. | Titel | Name                     | Elo  | Nation | G | R | V | Pkt. | Partien |
| --- | ----- | ------------------------ | ---- | ------ | - | - | - | ---- | ------- |
| 1   | WIM   | Friederike Wohlers-Armas | 2072 | FRA    | 2 | 0 | 3 | 2    | 5       |
| 2   | WFM   | Eva-Maria Zickelbein     | 2135 | GER    | 0 | 1 | 4 | 0,5  | 5       |
| 3   |       | Lara-Maria Armas         | 1891 | FRA    | 1 | 2 | 2 | 2    | 5       |
| 4   |       | Lena Armas               | 1748 | FRA    | 2 | 0 | 3 | 2    | 5       |

## Club de Rennes Paul Bert
| Nr. | Titel | Name            | Elo    | Nation | G | R | V | Pkt. | Partien |
| --- | ----- | --------------- | ------ | ------ | - | - | - | ---- | ------- |
| 1   |       | Clara le Bail   | 2012   | FRA    | 2 | 1 | 2 | 2,5  | 5       |
| 2   |       | Ariëlle le Bail | 1789   | FRA    | 2 | 1 | 2 | 2,5  | 5       |
| 3   |       | Berenice Mallet | 1780   | FRA    | 0 | 2 | 4 | 0,5  | 5       |
| 4   |       | Gaelle Auffret  | (1690) | FRA    | 2 | 0 | 3 | 2    | 5       |

## Club de Tour Prends Garde! Besançon
| Nr. | Titel | Name              | Elo    | Nation | G | R | V | Pkt. | Partien |
| --- | ----- | ----------------- | ------ | ------ | - | - | - | ---- | ------- |
| 1   | WFM   | Cécile Haussernot | 1864   | FRA    | 1 | 0 | 4 | 1    | 5       |
| 2   |       | Lea Jeannerot     | 1946   | FRA    | 3 | 0 | 2 | 3    | 5       |
| 3   |       | Gaelle Lamotte    | 1910   | FRA    | 2 | 0 | 3 | 2    | 5       |
| 4   |       | Aline Bottagisi   | (1720) | FRA    | 2 | 0 | 3 | 2    | 5       |

## Club de Echiquier Guingampais
| Nr. | Titel | Name                | Elo    | Nation | G | R | V | Pkt. | Partien |
| --- | ----- | ------------------- | ------ | ------ | - | - | - | ---- | ------- |
| 1   |       | Aurelie le Diouron  | 2016   | FRA    | 1 | 0 | 4 | 1    | 5       |
| 2   |       | Audrey Cloarec      | 1881   | FRA    | 0 | 2 | 3 | 1    | 5       |
| 3   |       | Mathilde Josse      | 1726   | FRA    | 0 | 0 | 4 | 0    | 4       |
| 4   |       | Anais Josse         | (1630) | FRA    | 0 | 1 | 2 | 0,5  | 3       |
| 5   |       | Laetitia le Chequer | (1570) | FRA    | 1 | 1 | 1 | 1,5  | 3       |

## Club de J.E.E.N.
| Nr. | Titel | Name              | Elo    | Nation | G | R | V | Pkt. | Partien |
| --- | ----- | ----------------- | ------ | ------ | - | - | - | ---- | ------- |
| 1   |       | Stephanie Chauvin | (1950) | FRA    | 0 | 1 | 4 | 0,5  | 5       |
| 2   |       | Mouna Daya        | 1947   | FRA    | 1 | 1 | 3 | 1,5  | 5       |
| 3   |       | Aurelia Gatine    | 2011   | FRA    | 1 | 1 | 3 | 1,5  | 5       |
| 4   |       | Solene Boudot     | (1230) | FRA    | 0 | 0 | 5 | 0    | 5       |